# Лаки (мини-сериал)
«Ла́ки» (англ. Lucky) — предстоящий американский драматический мини-сериал Джонатана Троппера и Кэсси Паппас, адаптация одноименной книги Мариссы Стэпли. Главную роль исполнит Аня Тейлор-Джой. Премьера состоится на стриминговой платформе Apple TV+.

## Сюжет
Талантливая мошенница Лаки Армстронг решает оставить криминальное прошлое. Но после выигрыша миллиона долларов в лотерею ей предстоит придумать, как получить приз, ведь при попытке обналичить лотерейный билет её арестуют за прошлые преступления. Ей приходится вновь погрузиться в опасный мир, который она пыталась оставить позади.

## В ролях
- Аня Тейлор-Джой — Лаки Армстронг
- Аннетт Бенинг — Присцилла
- Тимоти Олифант
- Онжаню Эллис-Тейлор

## Производство
Мини-сериал станет телевизионной адаптацией романа «Лаки» Мариссы Стэпли. Его шоураннерами стали Джонатан Троппер и Кэсси Паппас. На главную роль была утверждена Аня Тейлор-Джой. В начале декабря Apple TV+ дал «зелёный свет» для начала производства мини-сериала.